# Der Dom in Halle
Der Dom in Halle ist ein Ölgemälde von Lyonel Feininger aus dem Jahr 1931. Es befindet sich heute im Kunstmuseum Moritzburg in Halle (Saale) als Teil der Sammlungspräsentation Wege der Moderne. Dargestellt ist der Hallesche Dom mit dem Küsterhaus im Vordergrund.

## Vorgeschichte

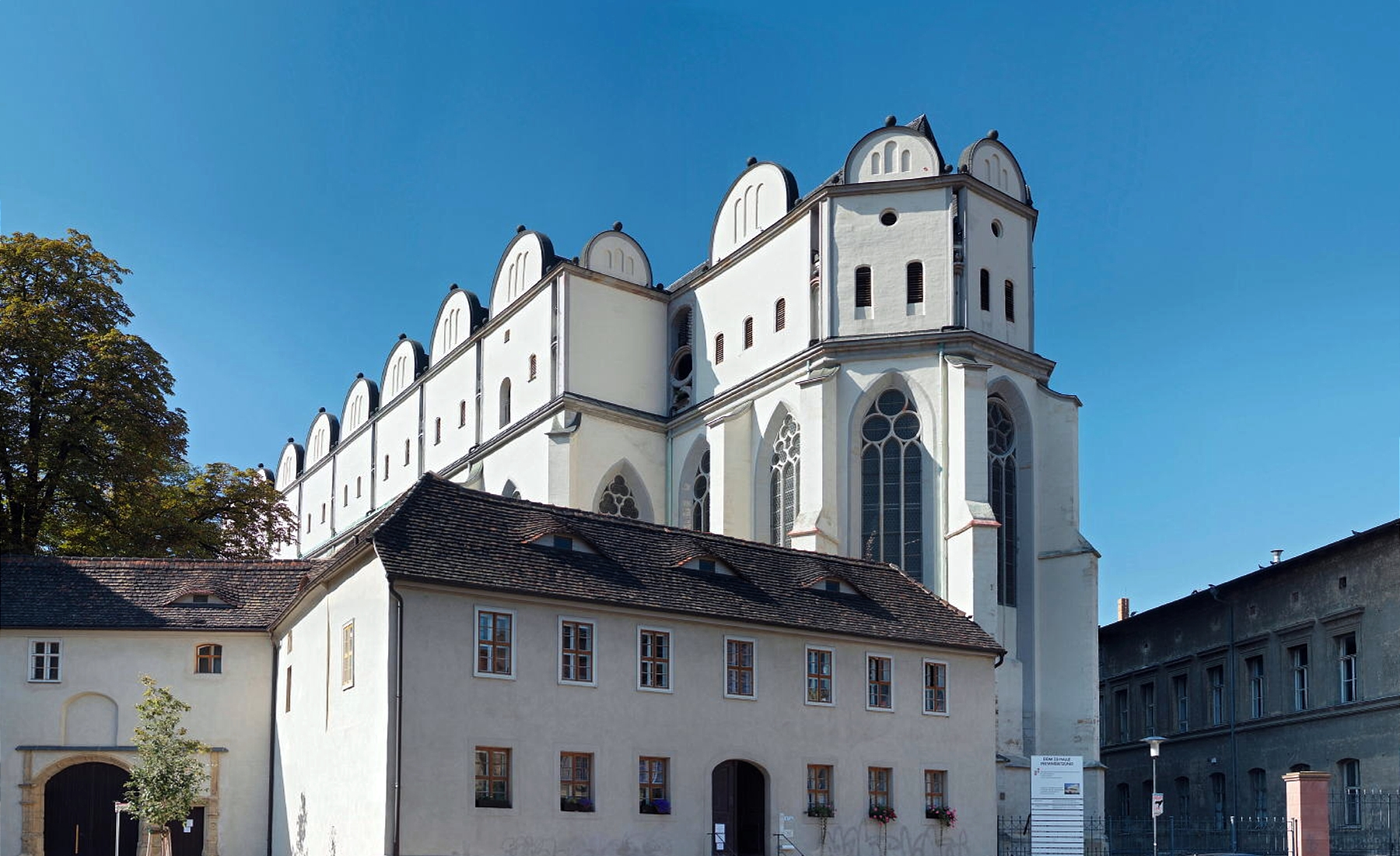
Der Hallesche Dom mit Küsterhaus

1928 organisierte Alois Schardt, damals Direktor des Kunstmuseums Moritzburg, in der Kapelle der Neuen Residenz von Halle eine Feininger-Ausstellung und erwarb zwei Bilder des Malers. 1929 konnte Schardt im Auftrag des Oberbürgermeisters Richard Robert Rive den Künstler gewinnen, eine Ansicht der Stadt zu malen, die als Geschenk für das Oberpräsidium in Magdeburg vorgesehen war. Feininger wurde dazu ein Atelier im obersten Geschoss des Torturmes der Moritzburg zur Verfügung gestellt. Er erkundete in den Folgemonaten die Stadt und fertigte zahlreiche Fotografien und Skizzen an, die Grundlage für insgesamt elf Gemälde der Stadt wurden, die Feininger zwischen 1929 und 1931 anfertigte. Drei der elf Gemälde sind heute in der Sammlungspräsentation Wege der Moderne des Kunstmuseums Moritzburg Halle ausgestellt.

## Entstehung

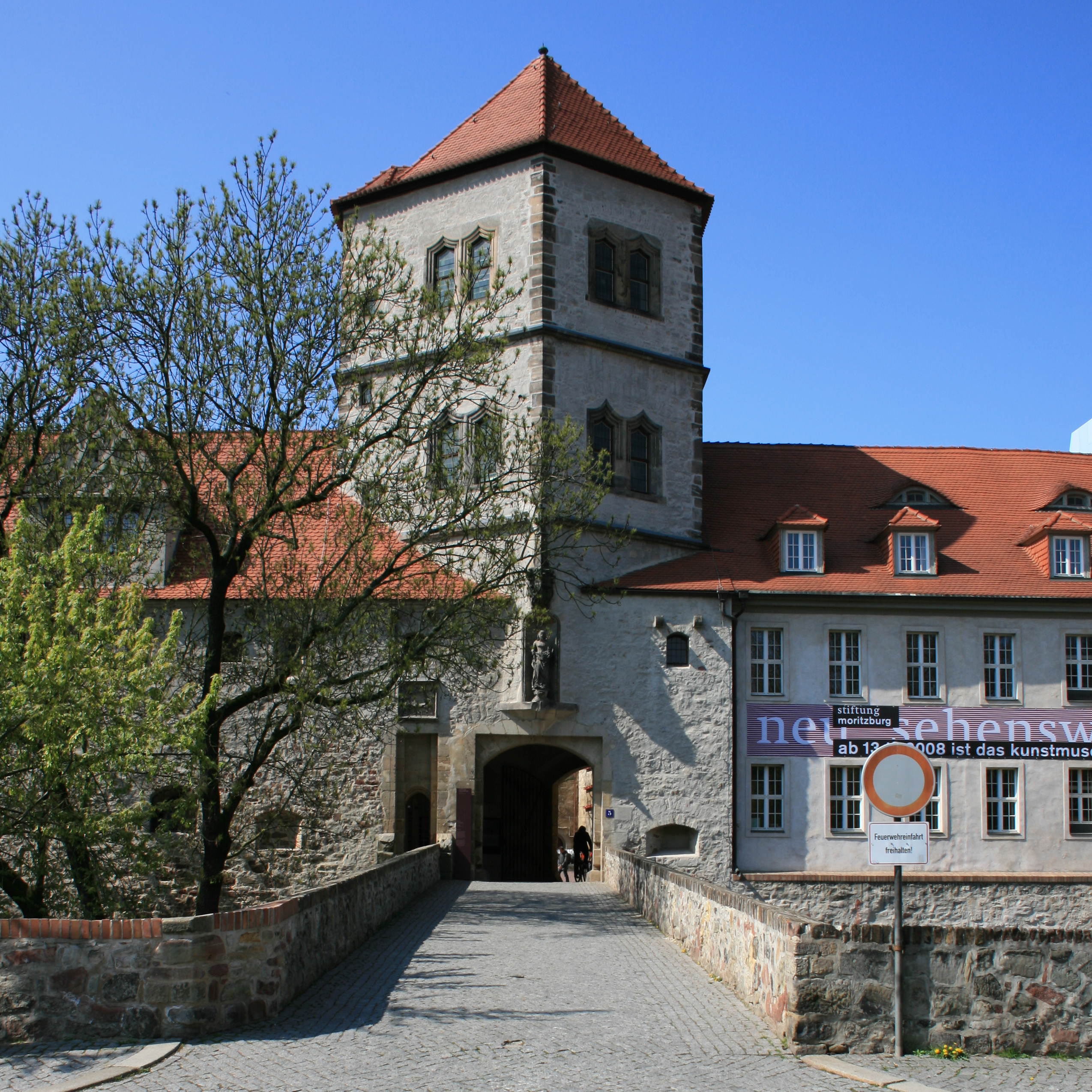
Torturm der Moritzburg

Feininger begann im Oktober 1929 seine Arbeit am Bild des Halleschen Doms. Von seinem Atelier im Torturm der Moritzburg aus konnte er ihn von Norden her betrachten und war von dessen eigenwilliger Gestalt immer wieder beeindruckt. 
Die Fertigstellung des Gemäldes zog sich über zwei Jahre hin. Wiederholt kratzte Feininger Farbschichten von der Leinwand ab und überarbeitete seinen Entwurf. Im April 1931 entfernte er mit Terpentin schließlich so viel Farbe, bis nur mehr Konturen seiner bisherigen Arbeit zu sehen waren. Dieses blasse und reduzierte Bild wurde zur Grundlage des endgültigen Werks.

## Das Gemälde
Feininger stellt den Dom als gewaltigen dunklen Schatten dar, der sich vom Bildhintergrund nach vorne zu bewegen scheint. Er betont dabei die strenge Regelmäßigkeit der Kirchenarchitektur mit ihren hohen Chorfenstern. Der Dom präsentiert sich als massives geschlossenes Bauwerk, das zugleich dem Himmel entgegenstrebt. Das Küsterhaus im Bildvordergrund steht mit seinen hell erleuchteten Fenstern im Kontrast zum dunklen wuchtigen Dom und nimmt ihm etwas von seiner Schwere. 
Das Gemälde ist durchzogen von senkrechten, waagrechten und diagonalen Linien, die sich über die gesamte Bildfläche ziehen und insgesamt geometrische Formen zu bilden scheinen. Die Farbgebung umfasst neben schweren Erdtönen auch Blau- und Gelbtöne. Dieser Licht-Schatten-Rhythmus verleiht dem Bild eine dramatische Dynamik. Der Dom wirkt wie ein großes Schiff, das sich vom Meer auf die Küste zubewegt.
In Feiningers Architekturbildern spielen Menschen nur eine untergeordnete Rolle. Hier sind einzelne Personen in der Mitte des Bildvordergrunds nur schemenhaft zu erkennen. Ihre geringe Größe scheint die Unbedeutsamkeit des menschlichen Lebens anzudeuten und steht im Gegensatz zur scheinbaren Unvergänglichkeit der Architektur.

## Hintergrund
1931 erwarb der Oberbürgermeister Richard Robert Rive die elf von Feininger angefertigten Halle-Ansichten zusammen mit 29 Kohlezeichnungen für das damals städtische Kunstmuseum in der Moritzburg. 1932 wurden sie in die Sammlungspräsentation des Museums integriert.

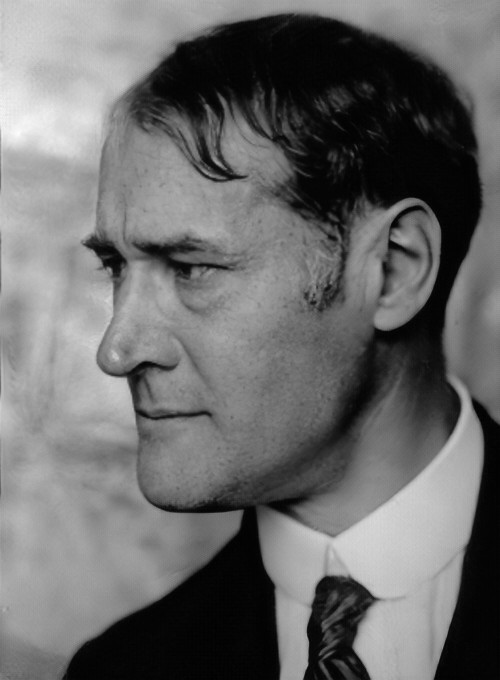
Hugo Erfurth: Lyonel Feininger (1941)

Feininger wollte sich mit seiner Familie in Halle niederlassen, aber die Machtergreifung der Nationalsozialisten verhinderte dies. Seine Gemälde galten fortan als „Entartete Kunst“. 400 seiner Werke wurden aus deutschen Museen entfernt, darunter auch sämtliche Werke aus dem Halleschen Kunstmuseum. 1937 zeigte man diffamierend zwei der Halle-Bilder in der Münchner Ausstellung „Entartete Kunst“. Im gleichen Jahr verließ Feininger Deutschland und ging zurück in seine Heimatstadt New York. 
Nach dem Zweiten Weltkrieg wurden „Der Dom in Halle“ und „Die Marienkirche mit dem Pfeil“ aus Privatbesitz zurück erworben. Das verschollen geglaubte Gemälde „Der Rote Turm I“ konnte 2009 angekauft werden, so dass heute wieder drei der ehemals elf Bilder am Ort ihrer Entstehung dauerhaft zu sehen sind. Die übrigen Bilder sind auf verschiedene öffentliche Sammlungen in Deutschland verteilt, unter anderem in München, Köln, Hamburg und Berlin.